# Tsunami Benefit
Tsunami Benefit è uno split EP dei gruppi Napalm Death, The Haunted e Heaven Shall Burn, pubblicato nel 2005.

## Tracce
Napalm Death
1. The Great and the Good (feat. Jello Biafra) – 4:12

The Haunted
1. Smut King – 3:09

Heaven Shall Burn
1. Strassenkampf (feat. Patrick Schleitzer) – 2:03

## Formazione
Napalm Death
- Mark "Barney" Greenway – voce
- Mitch Harris – chitarra, cori
- Shane Embury – basso
- Danny Herrera – batteria

The Haunted
- Peter Dolving – voce
- Anders Björler – chitarra
- Patrik Jensen – chitarra
- Jonas Björler – basso
- Per Möller Jensen – batteria

Heaven Shall Burn
- Marcus Bischoff – voce
- Maik Weichert – chitarra
- Alexander Dietz – chitarra
- Eric Bischoff – basso
- Matthias Voigt – batteria